# 拉特雷

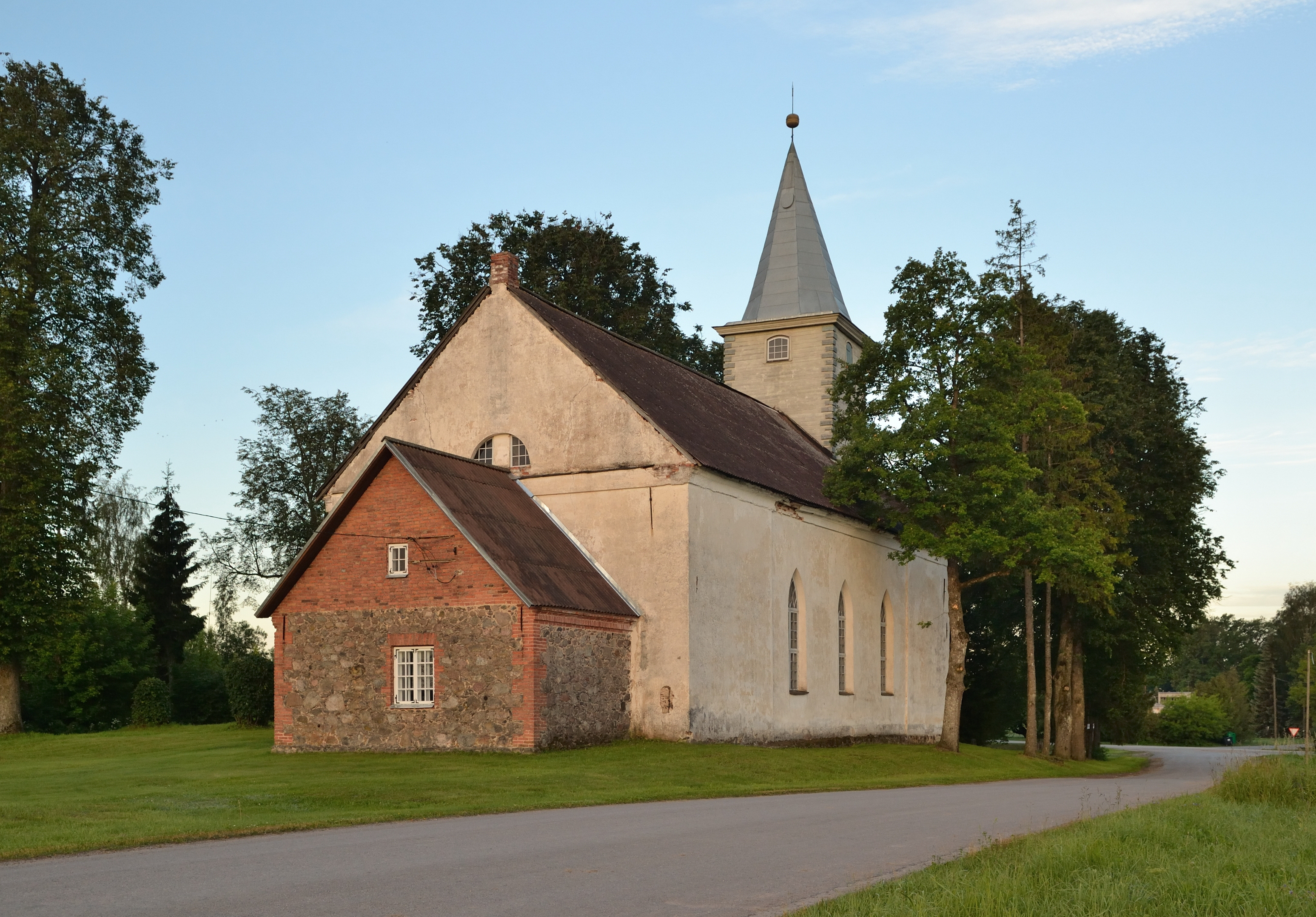
拉特雷教堂

拉特雷，是愛沙尼亞瓦爾加縣瓦尔加市镇内的小鎮，位於該國南部，曾是原特利斯泰市镇的行政中心，處於首都塔林以南200公里，2012年該小鎮人口267。
57°52′06″N 26°14′54″E / 57.86833°N 26.24833°E